# L'Île enchantée (film, 1958)
Pour plus de détails, voir Fiche technique et Distribution.

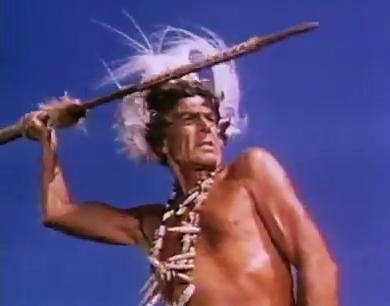
Friedrich von Ledebur

L'Île enchantée (Enchanted Island) est un film américain réalisé par Allan Dwan, sorti en 1958.

## Synopsis
Deux marins du XIXe siècle, Abner (Dana Andrews) et Tom (Don Dubbins), désertent leur navire après que leur capitaine, Vangs (Ted de Corsia), leur refuse l'autorisation d'aller à terre en raison du danger que représentent les indigènes, réputés cannibales. Ils découvrent deux tribus sur l'île, l'une amicale à leur égard, l'autre, les Typee, hostiles. Jimmy Dooley (Arthur Shields), un homme blanc vivant dans l'île, se lie d'amitié avec les nouveaux arrivants et leur propose une « cachette », mais il s'avère que Dooley a été payé par Vangs pour retrouver ses hommes déserteurs.
Abney fait la connaissance de la belle Fayaway (Jane Powell), fille adoptive du chef Mehevi (Friedrich von Ledebur), métisse issue d'une relation entre un marin naufragé et une fille autochtone.
Lorsqu'une guerre entre tribus éclate, Tom veut fuir mais Abner aime la vie insulaire et la jeune fille. Il se bat contre les Typee et sauve la vie de Mehevi. Tom part, déterminé à quitter l'île et à retrouver sa civilisation d'origine. Le chef Mehevi approuve l'amour entre Abner et Fayaway et leur permet de se marier. Mais ils découvrent peu après que Tom ne s'est pas échappé, mais a été capturé et cuisiné, et quand Abner et Fayaway interrompent le repas rituel cannibale, ils sont condamnés à mort par Mehevi pour avoir transgressé les traditions.
Lorsqu'ils s'enfuient vers le rivage, Fayaway est blessée par la lance d'un guerrier. Abner la ramène au bateau et à Vangs, qui répète une fois de plus pourquoi ses marins ne devraient jamais s'aventurer à terre.

## Fiche technique
- Titre français : L'Île enchantée
- Titre original : Enchanted Island
- Réalisation : Allan Dwan
- Scénario : James Leicester, Harold Jacob Smith et Al Stillman d'après le roman Typee de Herman Melville
- Production : Benedict Bogeaus
- Société de production : Waverly Productions et RKO
- Société de distribution : Warner Bros.
- Musique : Raúl Lavista
- Image : Jorge Stahl Jr.
- Montage : Alberto Valenzuela
- Pays de production : États-Unis
- Format : couleur (Technicolor) - 35 mm - Son : Mono (RCA Sound Recording)
- Genre : film d'aventure
- Durée : 93 minutes
- Date de sortie : 
  - États-Unis : 8 novembre 1958

## Distribution
- Dana Andrews : Abner 'Ab' Bedford
- Jane Powell : Fayaway
- Don Dubbins : Tom
- Arthur Shields : James 'Jimmy' Dooley
- Ted de Corsia : Capitaine Vangs
- Friedrich von Ledebur : Mehevi

## Autour du film
- C'est l'avant-dernier film réalisé par Allan Dwan. C'est également l'un des derniers films de la société de production RKO Pictures qui, ayant fait faillite, fit distribuer le film par la Warner Bros.[réf. nécessaire].